# Орем, Николай
Никола́й (Николь) Оре́м, или Никола́й Оре́змский (Nicolas Oresme, Nicholas Oresme, Nicole Oresme; до 1330 года, Нормандия — 11 июля 1382, Лизьё, Франция) — французский философ, натурфилософ, математик, механик, астроном, теолог. Епископ города Лизьё. Его научные труды оказали влияние на Николая Кузанского, Коперника, Галилея и Декарта.

## Биография
В 1348 году Николай Орем впервые упоминается в документах Парижского университета в качестве члена нормандской университетской корпорации и магистра факультета искусств. В пятидесятые годы XIV века, вплоть до 1361 года, он преподает в Наваррской коллегии, причём с 1356 года получает звание grand maitre. К нему благосклонно относилась королевская семья, Николай Орем стал воспитателем дофина, будущего короля Франции Карла V.
В 1361 году Орем был архидиаконом в Байё, в 1362 году — каноником в Руане.
В 1370—1377 годах по поручению короля Карла V он выполнил переводы с латинского на французский нескольких сочинений Аристотеля, снабдив их глоссами и комментариями, а именно: Никомаховой Этики (1370), Политики и Экономики (1374) и сочинения О небе (1377). Переводческая деятельность Орема оказала большое влияние на развитие французского языка и обогатила его научной и философской лексикой. Всего Орем ввел в обиход более 1000 новых французских слов.
В 1377 году Орем был выбран епископом Лизье, где и проживал до своей смерти.

## Научная деятельность

### Механика и физика
Некоторые выводы Николая Орема в области естествознания были по-настоящему революционны для своего времени. В противовес традиционной доктрине он признавал возможным в науке рассмотрение и обсуждение альтернативных решений. В написанной на французском языке «Книге о небе и мире» (Traité du ciel et du monde) он обсуждает вопрос о возможности объяснения суточного вращения небесной сферы вращением Земли вокруг оси, в противовес постулату Аристотеля о вращении Неба. Такую возможность он находит весьма вероятной, поскольку с его точки зрения доводы Аристотеля в пользу неподвижности Земли были недостаточно убедительны: «Легче представить себе вращение самой Земли, чем вращение вокруг неё огромной звёздной сферы». Он даёт следующее описание движения Земли при взгляде со стороны:
«Если бы человек, оказавшийся на небе и увлекаемый его суточным движением, мог ясно видеть Землю и её горы, долины, реки, города и замки, то ему показалось бы, что земля вращается суточным вращением, точно так же, как нам на земле кажется, что небеса движутся».
Орем последовательно рассматривает все доводы против вращения Земли, содержащиеся в трудах Птолемея, и находит их неправильными. Он делает вывод, что «никаким опытом нельзя доказать, что небо движется в своем дневном движении, а Земля остаётся неподвижной». При этом он рассматривает пример движущегося корабля:
«Подобным образом, если бы воздух был закрыт в движущемся судне, то человеку, окружённому этим воздухом, показалось бы, что воздух не движется… Если бы человек находился в корабле, движущемся с большой скоростью на восток, не зная об этом движении, и если бы он вытянул руку по прямой линии вдоль мачты корабля, ему бы показалось, что его рука совершает прямолинейное движение; точно так же, согласно этой теории, нам представляется, что такая же вещь происходит со стрелой, когда мы пускаем её вертикально вверх или вертикально вниз. Внутри корабля, движущегося с большой скоростью на восток, могут иметь место все виды движения: продольное, поперечное, вниз, вверх, во всех направлениях — и они кажутся точно такими же, как тогда, когда корабль пребывает неподвижным».
Здесь внятно формулируется принцип относительности, причём в точности в том же виде, что у Галилея в XVII столетии. Тем не менее, окончательный вердикт Орема о возможности вращения Земли был отрицательным.
Новой для своего времени была идея Орема о том, что движение планет определено не Богом, сотворившим Землю, а равновесием природных сил. С другой стороны, Орем придерживался традиционных представлений о делении мира на подлунный и небесный.
Трактат Николая Орема «О конфигурации качеств» (De configuratione qualitatum) продолжает линию исследования переменных величин, заданную философами, входившими в группу оксфордских калькуляторов. В этом трактате Орем изобретает графическое представление для переменной величины, зависящей от пространственных координат либо от времени. Он изображает движение, откладывая по горизонтальной оси время, а по вертикальной — интенсивность движения в данный момент времени (то есть величину, которую впоследствии стали называть мгновенной скоростью).
Орем доказывает теорему о том, что тело, движущееся равноускоренным движением, проходит за данное время то же самое расстояние, которое прошло бы за это же время тело, движущееся равномерным движением со скоростью, равной средней скорости первого тела. Эти идеи Орема, равно как и мысленный эксперимент с движущимся кораблём, были впоследствии активно восприняты Галилеем.
Занимался также разработкой теории импетуса, согласно которой причиной движения брошенных тел является некоторая сила (импетус), вложенная в них внешним источником. По мнению Орема, рука сообщает брошенному камню импетус не просто благодаря своему движению вместе с камнем, а благодаря ускорению этого движения: сначала рука с камнем неподвижна, затем она ускоряется до некоторой скорости, когда ладонь разжимается и камень отрывается от руки. Соответственно, импетус вызывает не только скорость, но и ускорение тел.

### Математика
Орему принадлежат несколько математических трактатов; глубокие математические проблемы затронуты также в философских и натурфилософских его трудах. Во многих случаях он значительно опередил научный уровень своего времени.
- «Вычисление пропорций» (Algorismus proportionum). В этой работе он впервые использовал степени с дробными показателями и фактически вплотную подошёл к идее логарифмов.
- «Вопросы по геометрии Евклида» (Questiones super geometriam Euclidis). Помимо геометрических вопросов, Орем исследует бесконечные ряды и прогрессии, приводит остроумное доказательство расходимости гармонического ряда.
- «Трактат о конфигурации качеств» (De configuratione qualitatum) содержит первые примеры геометрической фигуры, имеющей бесконечную протяжённость, но тем не менее конечную площадь. Спустя три века теорию таких фигур начали строить Ферма и Торричелли.

Оремом впервые была предложена схема деления октавы на 12 равных тонов — равномерно темперированная музыкальная шкала.

### Экономика
В трактате «О происхождении, сущности и обращении денег» (De origine, natura, jure et mutationibus monetarum) Орем выдвинул идею о том, что право чеканить деньги принадлежит не суверену, а народу. Тем самым он противостоит растущей тенденции европейских правителей решать свои финансовые проблемы за счёт инфляции.

## Труды
- Algorismus proportionum. Важный трактат об отношениях.
- De causis mirabilium.
- Expositio et quaestiones in Aristotelis 'De anima' , Éd. Benoît Patar, Louvain, Éd. Peeters, 1995.
- Le livre de politiques d’Aristote (1371), Albert D. Menut, Philadelphia, American Philosophical Society, 1970.
- Le livre des divinations (около 1360).
- Le livre du ciel et du monde (1377).
- Quaestio contra divinatores horoscopios, éd. S. Caroti, in Archives d’Histoire Doctrinale et Littéraire du Moyen Âge, 43, 1976.
- Quaestiones super geometriam Euclidis, Éd. H. L. L. Busard, Leiden, E.J. Brill, 1961.
- Tractatus de configurationibis qualitatum et motuum (vers 1351—1355 ? 1360 ?), éd. M. Clagett, Nicole Oresme and the Medieval Geometry of Qualities and Motions, Madison-Milwaukee-Londres, 1968.
- Tractatus de origine, natura, iure et mutationibus monetarum (1355), Düsseldorf : Verlag Wirtschaft und Finanzen, 1995, 1485 (текст онлайн).
- Traictie de la première invention des monnoies de Nicole Oresme. Textes français et latin d’après les manuscrits de la Bibliothèque impériale et Traité de la monnoie de Copernic, texte latin et traduction française, Paris, Guillaumin, 1864, Genève, Slatkine Reprints, 1976.
- Traité des monnaies et autres écrits monétaires du XIV (Jean Buridan, Bartole de Sassoferrato) : textes, Claude Dupuy et al., Lyon, La Manufacture, 1989. Jacqueline Fau (dir.), Jeanne-Marie Viel (trad.), Nicole Oresme, Traité monétaire Treatise on money (1355), Édition trilingue juxtaposée Latinus-Français-English, Paris, Éditions Cujas, 1990.
- Traité de l’espere (около 1377), McCarthy, Lillian, 1943, 1974.
- De visione stellarum (On Seeing the Stars), édi. et trad. an. D. Burton, Leyde, 2007.
- Messire François Petracque des remedes de l’une et l’autre fortune prospere et adverse, 1523 — Переиздано в 1534.

### Русские переводы
- Орем Н. Трактат о конфигурации качеств // Историко-математические исследования, вып. 11, 1958. — С. 636—732. Вступительная статья: Зубов В. П. Трактат Николая Орема «О конфигурации качеств». С. 600—635. (Репринт: М.: УРСС. 2000.)
- Орем Н. О соизмеримости или несоизмеримости движений неба // Историко-астрономические исследования, вып. VI, 1960. — С. 301—400. Вступительная статья: Зубов В. П. Николай Орем и его математико-астрономический трактат «О соизмеримости или несоизмеримости движений неба». (Репринт: М.: УРСС. 2004.)

## Память
В 1970 г. Международный астрономический союз присвоил имя Орема кратеру на обратной стороне Луны.